# Encuentros (libro)
Encuentros, es el cuarto libro del argentino Gabriel Rolón, Fue publicado por Editorial Planeta en 2012.

## Reseña
Encuentros (El lado B del amor), es un libro basado en una serie de ciclos de ponencias, diálogos y charlas de cafetería con el psicoanalista, comunicador y escritor Gabriel Rolón; sobre temas afines al amor y todo lo que lo rodea. Las charlas fueron los sábados a la mañana durante tres años, en la librería y bar notable de Buenos Aires llamado «Clásica y Moderna».
Los temas que transita el libro son el amor a primera vista, el deseo, el erotismo, los celos, la pasión, la infidelidad, entre otros temas abordados. En la cubierta del libro se puede apreciar una foto en blanco y negro de una típica taza de café en un bar sobre la ventana.
Agotó en tres semanas la primera edición y vendieron más de 130.000 ejemplares en los cuatro primeros meses.
Fue presentado en Uruguay en la 35ª Feria Internacional del Libro de Montevideo, en la Sala Azul de Intendencia de Montevideo. Es superventas en Uruguay, donde estuvo varias semanas entre los cinco más vendidos en 2012.